# جان جولدسميث
جان جولدسميث (بالإنجليزية: Jan Goldsmith)‏ هو سياسي أمريكي، ولد في 1951 في نيو روتشيل في الولايات المتحدة. نشط حزبياً في الحزب الجمهوري. وقد انتخب عضو جمعية ولاية كاليفورنيا.